# Ваздушно-космичке снаге Руске Федерације
Ваздушно-космичке снаге Руске Федерације (ВКС; рус. Воздушно-космические силы Российской Федерации, ВКС) вид су оружаних снага Руске Федерације. Формиране су 2015. године спајањем Војно-ваздушних снага (ВВС) и Војске ваздушно-космичке одбране (ВВКО) Руске Федерације. Почеле су да извршавају задатке 1. августа 2015. године у складу са указом председника Руске Федерације Владимира Путина.
Опште руководство ваздушно-космичке одбране Русије припада Генералном штабу оружаних снага Руске Федерације, а непосредно Главној команди Ваздушно-космичких снага Руске Федерације.
Главни штаб Ваздушно-космичких снага биће распоређен у здању Министарства одбране Руске Федерације, које се налази у рејону Арбата, у улици Знаменка у Москви.